# Ichijō Tsunetsugu
Ichijō Tsunetsugu (一条 経嗣, [[[1358]] - 1418] Erro: {{japonês}}: texto da transliteração contém caractere não latino (pos 19) (ajuda)), foi um nobre do período Muromachi da História do Japão. Foi o sexto líder do Ramo Ichijō do Clã Fujiwara.

## Vida
Tsunetsugu foi o terceiro filho de Nijō Yoshimoto, mas foi adotado por Tsunemichi.

## Carreira
Tsunetsugu serviu os seguintes imperadores : Go-Kōgon (1367-1371); Go-En'yū (1371-1382), Go-Komatsu (1382-1412); Shoko (1412-1418).
Tsunetsugu entrou para a  Corte do Norte (Hokuchō) em 1367 durante o governo do Imperador Go-Kōgon. Em 1371, já no governo do Imperador Go-En'yū foi designado Chūnagon e em 1374 promovido a Dainagon.
Tsunetsugu foi nomeado Naidaijin em 1388 no governo do Imperador Go-Komatsu (sendo que a partir de 1392 como naidaijin da corte reunificada).
Em 1394 foi nomeado simultaneamente para o cargo de Sadaijin (até 1395) e Kanpaku (regente) do Go-Komatsu (até 1398). Nesta época ocorreu um polêmica com o Shogun Yoshimitsu sobre o nome a adotar para a Era (Nengō). Yoshimitsu queria adotar um nome baseado no nome do fundador da Dinastia Ming (Hongwu), Tsunetsugu se colocou contrário a adoção do nome, afirmando que: "seria uma vergonha para a nação adotar uma nome chinês como o nome de uma Era". Por fim o nome da Era acabou sendo Ōei.
Tsunetsugu  seria novamente nomeado Kanpaku de Go-Komatsu de 1399 até 1408, e pela terceira vez de 1410 até 1412 (quando o imperador morreu) e desde 1412 como Kanpaku do Imperador Shoko, até a morte de Tsunetsugu em 1418.
Foram seus filhos Ichijō Kaneyoshi que se tornará seu herdeiro, o nobre Ichijō Tsunesuke e o monge Unshō Ikkei. Como literato publicou o diário Kōryaku (荒暦).
| Precedido por Ichijō Tsunemichi                                        | -- 6º Líder dos Ichijō Fujiwara 1365-1418                      | Sucedido por Ichijō Kaneyoshi     |
| Precedido por Nijō Mitsumoto                                           | Kanpaku 1408-1418                                              | Sucedido por Kujō Mitsuie         |
| Precedido por Nijō Morotsugu                                           | Kanpaku 1399-1408                                              | Sucedido por Konoe Tadatsugu      |
| Precedido por Nijō Morotsugu                                           | Kanpaku 1394-1398                                              | Sucedido por Nijō Morotsugu       |
| Precedido por Ashikaga Yoshimitsu                                      | 100º Sadaijin 1394-1395                                        | Sucedido por Imadegawa Kōnao      |
| Precedido por Tokudaiji Sanetoki ( Hokuchō) Kazan'in Morokane (Nanchō) | 139º Naidaijin (a partir de 1392 da Corte Unificada) 1388-1394 | Sucedido por Yotsutsuji Yoshinari |